# Playa Vieja
Playa Vieja är en ort i Mexiko.   Den ligger i kommunen Villa de Tututepec de Melchor Ocampo och delstaten Oaxaca, i den sydöstra delen av landet, 400 km söder om huvudstaden Mexico City. Playa Vieja ligger 30 meter över havet och antalet invånare är 166.
Terrängen runt Playa Vieja är platt åt sydväst, men åt nordost är den kuperad. Runt Playa Vieja är det ganska glesbefolkat, med 34 invånare per kvadratkilometer. Närmaste större samhälle är Santa Rosa de Lima, 1,8 km sydväst om Playa Vieja. Omgivningarna runt Playa Vieja är en mosaik av jordbruksmark och naturlig växtlighet.